# Thủ tướng Myanmar
Thủ tướng Myanmar là người đứng đầu chính phủ của Myanmar. Theo Hiến pháp năm 1947, Hạ viện Myanmar bầu ra Thủ tướng và Tổng thống sẽ căn cứ đó bổ nhiệm. Sau đó, theo Hiến pháp năm 1974, Thủ tướng phải là một đại biểu quốc hội và được bầu ra trong số 17 bộ trưởng. Từ năm 1988, vị trí Thủ tướng Myanmar là do Hội đồng Hòa bình và Phát triển Liên bang - cơ quan tối cao của chính quyền quân sự ở Myanmar - chọn.
Chức vụ Thủ tướng Myanmar bị bãi bỏ vào năm 2011 theo bản Hiến pháp 2008. Hiến pháp quy định rằng Tổng thống là người đứng đầu nhà nước và người đứng đầu chính phủ. Nhưng sau cuộc tổng tuyển cử năm 2015, khi Aung San Suu Kyi bị cấm trở thành Tổng thống, một vị trí được gọi là Cố vấn Nhà nước, tương tự như Thủ tướng Chính phủ, được thành lập vào ngày 6 tháng 4 năm 2016.
Ngày 1 tháng 8 năm 2021, chính quyền quân sự do Chủ tịch Hội đồng Hành chính Nhà nước (SAC) Min Aung Hlaing lãnh đạo công bố sắc lệnh thành lập chính phủ tạm quyền. Theo đó, Tổng Tư lệnh quân đội Myanmar, Thống tướng Min Aung Hlaing đảm nhận cương vị Thủ tướng, còn Phó thống tướng Soe Win làm Phó thủ tướng.

## Danh sách các thủ tướng Myanmar
| Liên bang Miến Điện (1948–1974)                           | Liên bang Miến Điện (1948–1974) | Liên bang Miến Điện (1948–1974)    | Liên bang Miến Điện (1948–1974) | Liên bang Miến Điện (1948–1974) | Liên bang Miến Điện (1948–1974) | Liên bang Miến Điện (1948–1974)                   |
| Stt                                                       | Thủ tướng (sinh–mất)            | Chân dung                          | Bổ nhiệm                        | Miễn nhiệm                      | Nhiệm kỳ                        | Chính đảng                                        |
| --------------------------------------------------------- | ------------------------------- | ---------------------------------- | ------------------------------- | ------------------------------- | ------------------------------- | ------------------------------------------------- |
| 1                                                         | U Nu (1907–1995)                |                                    | 4/1/1948                        | 12/6/1956                       | 8 năm, 160 ngày                 | Liên minh Tự do Nhân dân Chống Phát xít           |
| 2                                                         | Ba Swe (1915–1987)              |                                    | 12/6/1956                       | 1/3/1957                        | 262 ngày                        | Liên minh Tự do Nhân dân Chống Phát xít           |
| (1)                                                       | U Nu (1907–1995)                |                                    | 1/3/1957                        | 29/10/1958                      | 2 năm, 242 ngày                 | Liên minh Tự do Nhân dân Chống Phát xít           |
| 3                                                         | Ne Win (1911–2002)              |                                    | 29/10/1958                      | 4/4/1960                        | 1 năm, 158 ngày                 | Quân đội                                          |
| (1)                                                       | U Nu (1907–1995)                |                                    | 4/4/1960                        | 2/3/1962                        | 1 năm, 332 ngày                 | Liên minh Tự do Nhân dân Chống Phát xít           |
| (3)                                                       | Ne Win (1911–2002)              |                                    | 2/3/1962                        | 4/3/1974                        | 12 năm, 2 ngày                  | Quân đội / Đảng Kế hoạch Xã hội chủ nghĩa Myanmar |
| Cộng hòa Xã hội chủ nghĩa Liên bang Miến Điện (1974–1988) |                                 |                                    |                                 |                                 |                                 |                                                   |
| 4                                                         | Sein Win (1919–1993)            |                                    | 4/3/1974                        | 29/3/1977                       | 3 năm, 25 ngày                  | Đảng Kế hoạch Xã hội chủ nghĩa Myanmar            |
| 5                                                         | Maung Maung Kha (1920–1995)     |                                    | 29/3/1977                       | 26/7/1988                       | 11 năm, 119 ngày                | Đảng Kế hoạch Xã hội chủ nghĩa Myanmar            |
| 6                                                         | Tun Tin (1920–)                 |                                    | 26/7/1988                       | 18/9/1988                       | 54 ngày                         | Đảng Kế hoạch Xã hội chủ nghĩa Myanmar            |
| Liên bang Miến Điện/Myanmar (1988–2011)                   |                                 |                                    |                                 |                                 |                                 |                                                   |
| 7                                                         | Saw Maung (1928–1997)           |                                    | 21/9/1988                       | 23/4/1992                       | 3 năm, 215 ngày                 | Quân đội                                          |
| 8                                                         | Than Shwe (1933–)               |                                    | 23/4/1992                       | 25/8/2003                       | 11 năm, 124 ngày                | Quân đội                                          |
| 9                                                         | Khin Nyunt (1939–)              |                                    | 25/8/2003                       | 18/10/2004                      | 1 năm, 54 ngày                  | Quân đội                                          |
| 10                                                        | Soe Win (1947–2007)             |                                    | 19/10/2004                      | 12/10/2007                      | 2 năm, 358 ngày                 | Quân đội                                          |
| 11                                                        | Thein Sein (1945–)              |                                    | 12/10/2007                      | 30/3/2011                       | 3 năm, 169 ngày                 | Quân đội (tới 2010)                               |
| (11)                                                      | Thein Sein (1945–)              | Đảng Đoàn kết Phát triển Liên bang | 12/10/2007                      | 30/3/2011                       | 3 năm, 169 ngày                 |                                                   |
| Cộng hoà Liên bang Myanmar (2011-nay)                     |                                 |                                    |                                 |                                 |                                 |                                                   |
| Trống (31/3/2011 – 5/4/2016)                              |                                 |                                    |                                 |                                 |                                 |                                                   |
| 12                                                        | Aung San Suu Kyi (1945–)        |                                    | 6/4/2016                        | 1/2/2021                        | 4 năm, 301 ngày                 | Liên minh Quốc gia vì Dân chủ                     |
| –                                                         | Min Aung Hlaing (1956–)         |                                    | 1/2/2021                        | 1/8/2021                        | 4 năm, 57 ngày                  | Quân đội                                          |
| 13                                                        | Min Aung Hlaing (1956–)         | 1/8/2021                           | Đương nhiệm                     |                                 | 4 năm, 57 ngày                  | Quân đội                                          |